# گریگور دانیلیان
گریگور دانیلیان (ارمنی: Գրիգոր Դանիելյան) یک خواننده، تدوینگر و بازیگر اهل ارمنستان است. وی از سال ۲۰۰۸ میلادی تاکنون مشغول فعالیت بوده است.

## گزیده فیلمشناسی
از فیلم و مجموعه‌هایی که وی در آن نقش آفرینی کرده است می‌توان به فول هاوس در نقش موشق اشاره کرد.